# Saint-Jory
Saint-Jory (okzitanisch: Sent-Jòri) ist eine französische Gemeinde im Département Haute-Garonne in der Region Okzitanien. Sie hat 7996 Einwohner (Stand: 1. Januar 2022). Sie gehört zum Arrondissement Toulouse und zum Kanton Castelginest. Die Einwohner werden Saint-Joryen(ne) genannt.

## Geographie
Saint-Jory erstreckt sich über eine Fläche von 19,1 km² auf Höhen zwischen 105 und 125 m über dem Meer und liegt etwa 17 Kilometer nordwestlich von Toulouse. Die Garonne begrenzt die Gemeinde im Westen, der Hers-Mort im Osten. Umgeben wird Saint-Jory von den Nachbargemeinden Grenade im Norden und Nordwesten, Castelnau-d’Estrétefonds im Nordosten, Saint-Sauveur im Osten, Bruguières im Südosten, Lespinasse im Süden, Gagnac-sur-Garonne im Südwesten sowie Merville im Westen.

### Bevölkerungsentwicklung
| Jahr                      | 1962 | 1968 | 1975 | 1982 | 1990 | 1999 | 2006 | 2011 | 2020 |
| Einwohner                 | 1528 | 2112 | 2533 | 2760 | 3244 | 4069 | 4815 | 5380 | 6777 |
| Quelle: Cassini und INSEE |      |      |      |      |      |      |      |      |      |

## Verkehr
Durch die Gemeinde führt die frühere Route nationale 20 (heute: Départementstraße 820). Sie liegt außerdem an der Bahnstrecke Bordeaux–Sète und wird im Regionalverkehr mit TER-Zügen bedient.

## Sehenswürdigkeiten
- Kirche Saint-Georges, gotischer Bau des 15. Jahrhunderts mit Glockengiebel

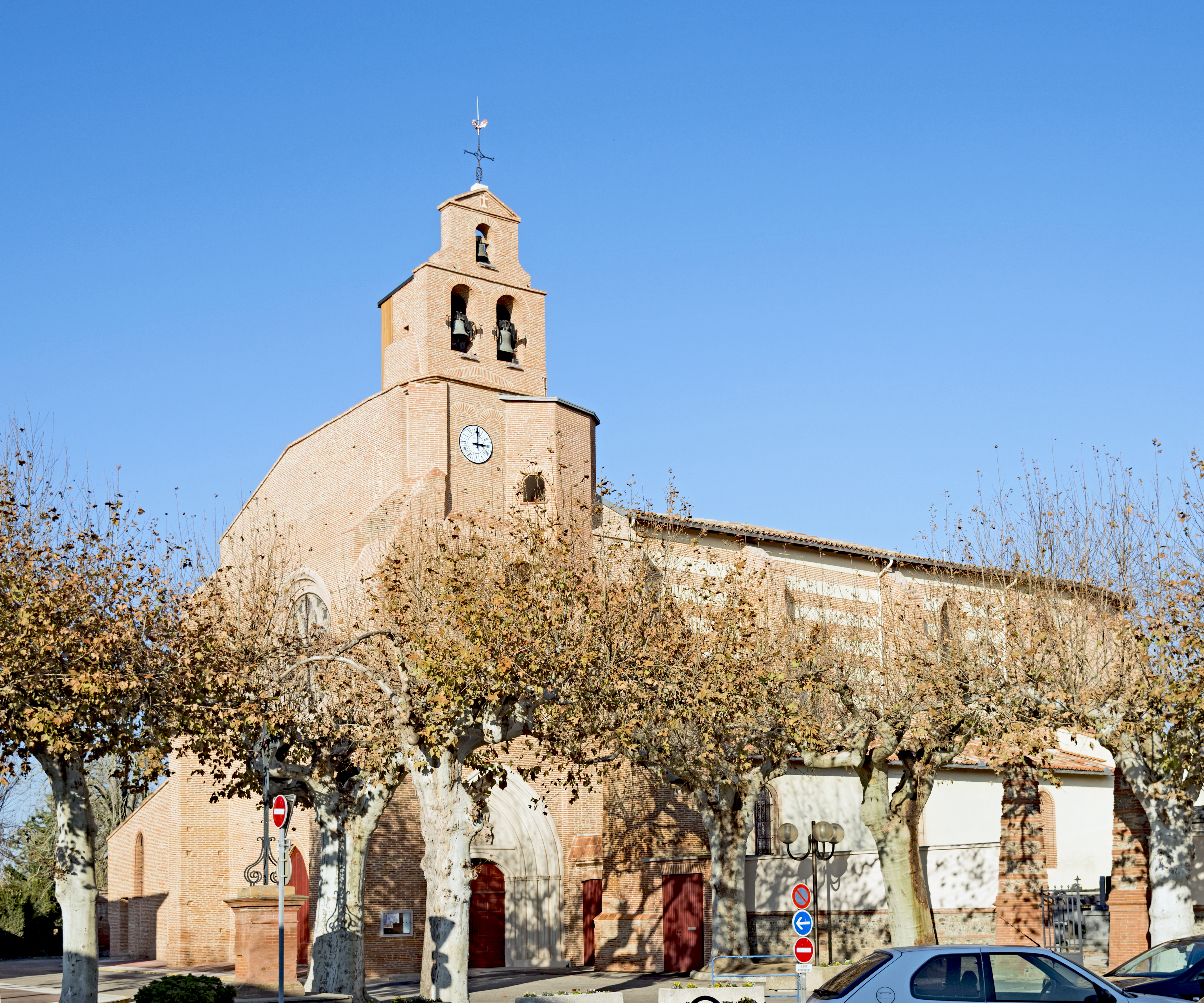
Kirche Saint-Georges

## Gemeindepartnerschaft
Seit 1997 besteht eine Partnerschaft mit der italienischen Gemeinde Segusino in der Provinz Treviso (Venetien).